# Augusto César Sandino
Augusto Nicolás Sandino (sinh ngày 18 tháng 5 năm 1895 - mất ngày 21 tháng 2 năm 1934), còn được gọi là César Augusto Sandino, (phát âm tiếng Tây Ban Nha: [auɣusto Sesar Sandino]), là một nhà cách mạng Nicaragua và lãnh đạo một cuộc nổi loạn giữa năm 1927 và năm 1933 chống lại quân đội Mỹ chiếm đóng Nicaragua. Ông bị chính phủ Hoa Kỳ gọi là một "tên cướp"; hành động dũng cảm của ông khiến ông trở thành người hùng trong khắp Mỹ Latin, nơi ông trở thành một biểu tượng của kháng chiến chống Mỹ. Ông đã lôi kéo các đơn vị của Thủy quân lục chiến Hoa Kỳ vào một cuộc chiến tranh du kích không tuyên chiến. Các binh sĩ Mỹ rút khỏi nước này vào năm 1933 sau khi giám sát cuộc bầu cử và lễ nhậm chức của tổng thống Juan Bautista Sacasa, người đã trở về từ lưu vong. Việc triệu hồi Thủy quân lục chiến phần lớn là do cuộc Đại khủng hoảng.
Sandino bị ám sát năm 1934 bởi lực lượng Vệ binh Quốc gia của Tướng Anastasio Somoza Garcia, người đã giành chính quyền trong một cuộc đảo chính hai năm sau đó. Sau khi chiến thắng trong một cuộc bầu cử tổng thống với kết quả áp đảo vào năm 1936, Somoza Garcia tiếp tục kiểm soát Cảnh sát Quốc gia và thành lập một chế độ độc tài và gia đình trị cai trị Nicaragua trong hơn 40 năm. Di sản chính trị của Sandino đã bị Mặt trận Dân tộc Sandinista tranh chấp, mà cuối cùng đã lật đổ chính phủ Somoza vào năm 1979.